# 新光陽港駅
新光陽港駅 （シングァンヤンハンえき）は大韓民国全羅南道光陽市にある、韓国鉄道公社の駅である。

## 利用可能な路線
- 韓国鉄道公社
  - 新光陽港線（貨物線）

## 歴史
- 2010年7月8日：開業[1]。

## 隣の駅
新光陽港線
草南駅 - 新光陽港駅